# Хопперс (футбольный клуб)
Футбольный клуб Хопперс — антигуанский футбольный клуб выступающий в Высшем дивизионе чемпионата Антигуа и Барбуды. Клуб основан в 1969 году в поселении Гринбэй.

## История
Футбольный клуб Хопперс некоммерческая организация, основанная более 40 лет назад. Один из основателей, Лондель Бенджамин, который был президентом клуба до 2009 года, вместе с отцами, дедами и дядями нынешних игроков он организовал футбольную команду из общины Гринбей.
Клуб принимал участие в Клубном чемпионате Карибского футбольного союза в попытке отобраться в Лигу чемпионов КОНКАКАФ

## Достижения
- Высший дивизион Антигуа и Барбуда — Чемпион 2 раза (2015-16, 2017-18)[1]
- CTV Warriors' Cup — Победитель 1 раз (2005)

## Выступление в Лиге Чемпионов КОНКАКАФ
- Лига чемпионов КОНКАКАФ: 2 участия

лучший результат: Лига чемпионов КОНКАКАФ четвертьфинал в 2005 году - Поражение  Portmore United 10 - 0 по сумме двух матчей
| Сезон   | Соперник              | 1-й матч | 2-й матч |
| ------- | --------------------- | -------- | -------- |
| 2005    | Grand Bazaar          | 2-1      | 4-0      |
|         | Portmore United       | 0-3      | 0-7      |
| 2006-07 | Пуэрто-Рико Айлендерс | 1-3      |          |
|         | Дабл-Ю Коннекшн       | 0-5      |          |